# Visszaélés-bejelentési törvény
A Magyar Közlönyben 2023. május 25-én megjelent a „2023. évi XXV. törvény a panaszok, közérdekű bejelentések és visszaélések bejelentésével kapcsolatos szabályokról”,
Ez a törvény az (EU) 2019/1937 irányelv rendelkezéseinek a magyar jogban történő megvalósítását írja le, és szabályokat állít fel azoknak a személyeknek hatékony védelme érdekében, akik visszaélésekről tesznek bejelentést az Európai Unió bizonyos szabályozásaival kapcsolatban.
A szabályozás elsősorban a foglalkoztatókra ró jogi megfelelési kötelezettséget.

## A bejelentési rendszerek kialakítására kötelezettek
Minden foglalkoztatónak be kell vezetnie egy belső visszaélés-bejelentési rendszert, függetlenül alkalmazottjaik számától, ideértve:
- Azokat a foglalkoztatókat, akik legalább 50 embert foglalkoztatnak munkaviszonyban (az 50-249 személyt foglalkoztatók közösen hozhatják létre a belső visszaélés-bejelentési rendszert).
- Azokat a foglalkoztatókat, akik a 2017. évi LIII. törvény 1. § (1) és (1a) bekezdés hatálya alá tartoznak a pénzmosás és a terrorizmus finanszírozása megelőzéséről és megakadályozásáról.
- Azokat a magyarországi bejegyzett szervezeteket, akik offshore olaj- és gáztevékenységet végeznek az Európai Unió határain kívül engedélyesként vagy üzemeltetőként.
- Azokat a tengeri úszólétesítmények üzemeltetőit, amelyek magyar vagy nem magyar zászló alatt tartózkodnak Magyarország területén."

Foglalkoztató: „bármely személy, aki foglalkoztat egy természetes személyt munkaviszonnyal.” Munkaviszony: „olyan jogviszony, amelyben a munkavállaló tevékenységet végez a foglalkoztató részére ellenszolgáltatás fejében, vagy önálló vállalkozási tevékenységet végez.”
A törvény többféle munkaviszonyra kitér, ideértve a Munka Törvénykönyvéről szóló 2012. évi I. törvény (Mt.) által meghatározottakat, valamint szerződéses, vállalkozói, közszolgálati, igazságügyi és egyéni ügyvédi jogviszonyokat.

## A foglalkoztatók által teljesítendő feltételek
- A belső visszaélés-bejelentési rendszert egy pártatlan személy vagy szervezeti egységnek kell működtetnie a foglalkoztatónál. Amennyiben a rendszert egy belső személy vagy szervezet működteti, a foglalkoztatónak gondoskodnia kell azok függetlenségéről, érdekellentétek hiányáról, valamint arról, hogy tevékenységüket sem közvetlenül, sem közvetve ne lehessen utasítani vagy kérdőjelezni.
- Egy külső jogi tanácsadó vagy más külső szervezet is működtetheti a belső visszaélés-bejelentési rendszert megállapodás keretében. Ha külső jogi tanácsadó vagy szervezet működteti a rendszert, akkor szerződésben szükséges garantálni a megfelelő eljárásokat és garanciákat.

## Visszaélés bejelentésekor tehető bejelentések
A belső visszaélés-bejelentési rendszeren keresztül jogellenes vagy feltételezett jogellenes cselekedetekre vagy mulasztásokra, valamint egyéb visszaélésekre vonatkozó információkat lehet bejelenteni.

## Bejelentés tételére alkalmas személyek
- A foglalkoztatók alkalmazottai.
- Volt alkalmazottak, akiknek munkaviszonyuk megszűnt a foglalkoztatónál.
- Akik munkaviszony létesítését szeretnék a foglalkoztatónál, amelyhez az eljárás már megkezdődött.
- Egyéni vállalkozók és egyéni cégek, akik szerződéses kapcsolatban állnak a foglalkoztatóval.
- Azok a személyek, akik tulajdoni részesedéssel rendelkeznek a foglalkoztató vállalkozásban, vagy akik a foglalkoztató vezetéséhez, ügyvezetéséhez vagy felügyelő testületéhez tartoznak, beleértve a nem-vezető tagokat is.
- Szerződő felek, alvállalkozók, beszállítók vagy az irányítás és felügyelet alatt álló személyek.
- Gyakornokok és önkéntesek, akik a foglalkoztatóval tevékenykednek.
- Azok, akik munkaviszony létesítését kívánják a foglalkoztatóval, amelyre a eljárás már megkezdődött, és azok, akiknek a foglalkoztatóval való munkaviszonya vagy szerződéses kapcsolata megszűnt.

## A visszaélés-bejelentés eljárása
A bejelentő írásban vagy szóban (telefonon vagy személyesen) teheti meg a bejelentést.
Az belső visszaélés-bejelentési rendszer üzemeltetője a bejelentés írásban történő megérkezésétől számított hét napon belül visszaigazolást küld a bejelentőnek, és tájékoztatja őt a jogi eljárás és az adatkezelés szabályairól.
A bejelentés vizsgálatának határidejét a törvény határozza meg, amely lehetővé teszi a lehető rövidebb időtartamot, de nem haladhatja meg a bejelentés beérkezésétől számított 30 napot. Különleges esetekben, és a bejelentő egyidejű értesítésével, ez a határidő meghosszabbítható, de nem haladhatja meg a 90 napot.
Fontos, hogy a törvény lehetőséget ad a bejelentések vizsgálatának mérlegelésére. A vizsgálat mellőzhető, ha a bejelentő nem azonosítható (anonim bejelentések esetén), ha a bejelentőnek nincs joga bejelentést tenni, ha a bejelentés ismételt és az előző bejelentéssel azonos tartalmú, vagy ha a bejelentésben említett személy jogainak korlátozása nem arányban áll a közérdek vagy a jelentős magánérdek sérelmével.
A bejelentés vizsgálata során értékelni kell a bejelentésben szereplő körülmények helytállóságát, és ha a bejelentés alapján büntetőeljárás megindítása indokolt, akkor intézkedéseket kell tenni a büntető feljelentés benyújtásáról.
Az átláthatóság érdekében a törvény előírja, hogy írásos tájékoztatást kell adni a bejelentőnek a bejelentés vizsgálatáról vagy annak mellőzésének okairól, a vizsgálat eredményéről és az elvégzett vagy tervezett intézkedésekről.